# Gadana
Gadana (em georgiano: ღადანა; romaniz.: Ğadana) foi uma princesa da dinastia arsácida do Reino da Armênia. De acordo com Cyril Toumanoff, deve ter sido filha do rei Vologases I (r. 117–140). Em data incerta, foi desposada pelo mefe (rei) Farasmanes II (r. 116–132) do Reino da Ibéria, com quem gerou Radamisto. Quando seu filho faleceu em 135, assumiu a posição de regente de seu neto Farasmanes III, mantendo o poder até 146 ou 143 As crônicas georgianas do príncipe Vacusti de Cártlia, que foram editadas e estudadas por Marie-Félicité Brosset, informam laconicamente sobre ela:
| “ | Adão (Radamisto), filho de Farasmanes, o Bom, tendo sido colocado no trono de seu pai, morreu após três anos de reinado, deixando um filho com um ano de idade (Farasmanes III). Até atingir a idade suficiente, a autoridade permaneceu nas mãos da mãe de seu pai, esposa de Farasmanes, o Bom e chamada Gadana. | ” |